# Copelatus lootensi
Copelatus lootensi är en skalbaggsart som beskrevs av Guignot 1955. Copelatus lootensi ingår i släktet Copelatus och familjen dykare. Inga underarter finns listade i Catalogue of Life.